# 費爾維尤 (密蘇里州)
費爾維尤（英語：Fairview）是位於美國密蘇里州牛頓縣的城市。

## 人口
根據2020年美國人口普查的數據，費爾維尤的面積為1.22平方千米，皆為陸地。當地共有人口419人，而人口密度為每平方千米343人。